# 斯普納鎮區 (明尼蘇達州伍茲湖縣)
斯普納鎮區（英語：Spooner Township）是位於美國明尼蘇達州伍茲湖縣的一個行政鎮區。

## 地方資料
斯普納鎮區的面積為84.41平方千米，當中陸地面積為84.19平方千米，而水域面積為0.22平方千米。根據2020年美國人口普查的數據，當地共有人口201人，而人口密度為每平方千米2.38人。